# Flynder Å
Flynder Å er en omkring 30 km  lang å der løber i Vestjylland. Den har sit udspring ved landsbyen Fabjerg omkring 5 km sydøst for Lemvig, og løber først mod øst, før den svinger mod syd og senere sydvest, ned til det nordvestlige hjørne af  Klosterhede Plantage og fortsætter mod syd og danner adskillelsen mellem denne og Kronhede Plantage. Syd for plantagerne passerer den Flynder Kirke, og fortsætter mod syd til Bækmarksbro, hvor Drideå løber ud fra nordøst. Herfra svinger Flynder Å mod vest og via Tangsø og Indfjorden munder den ud i  Bøvling Fjord, der er den nordlige del af Nissum Fjord, der har forbindelse med Vesterhavet ved Thorsminde.
Flynder Å er kendt for den første udsætning af bævere i Danmark 1999, en bestand der nu har spredt sig i området. Der blev udsat 18 bævere i 1999, og i 2013 var bestanden vokset til 185 individer.
Den nederste del af åen, fra Bækmarksbro og mod vest,  ligger i Natura 2000-område nr. 65 Nissum Fjord, og i plantagerne ligger 
Natura 2000-område nr. 224 Flynder Å og heder i Klosterhede Plantage